# Сорока (больница)
Сорока (ивр. סורוקה‎) — израильский медицинский университетский центр, относящийся к больничной кассе «Клалит», является единственной больницей в Негеве, он расположен в городе Беэр-Шева и служит региональной больницей. Он оказывает медицинские услуги примерно миллиону жителей Юга, от Кирьят-Гата и Ашкелона до Эйлата.
«Сорока» — третья по величине больница Израиля, в ней 1191 койка и она раскинулась на территории в 286 дунамов (28.6 гектаров) в центре города Беэр-Шевы.
Это университетская больница, поддерживающая тесную связь с университетом им. Бен-Гуриона в Негеве. Кампус медицинского факультета располагается на территории больницы.

## История
После взятия Беэр-Шевы во время Войны за независимость медицинские войска создали в одном из зданий, принадлежавших османской администрации, временный военный госпиталь. Через год госпиталь был перемещён на территорию британской администрации, где находился под управлением медицинской организации «Хадасса» и был назван в честь д-ра Хаима Яски.
В 1949 году «Общая больничная касса еврейских работников в Эрец-Исраэль» («Клалит») открыла в городе поликлинику для гражданских лиц — членов профсоюза («Гистадрута»). Этой поликлинике понадобились услуги больницы для продолжения лечения. Ближайшей больницей был медицинский центр «Каплан» в Реховоте, но эта близость была относительной, и больные, чтобы получить лечение, были вынуждены долго трястись по тогдашним дорогам.
В 1950 году Беэр-Шева была объявлена гражданским объектом, что привело к тому, что туда были направлены тысячи репатриантов. С ростом количества жителей маленькая больница перестала удовлетворять потребностям города.
Проблемы с госпитализацией и условия в больнице привели к необходимости расширения. «Хадасса» выразила принципиальную готовность сделать это, но из-за нехватки бюджетных средств, вызванной строительством больницы «Хадасса» в Иерусалиме, не могла осуществить этот проект в необходимые сроки.
Давид Бен-Гурион, обладавший государственным мышлением, счёл, что именно правительство, а вовсе не «Хадасса» или «Гистадрут», должно создать больницу в Негеве. Но и у министерства здравоохранения не было для этого средств.
Давид Тувиягу, занимавший пост мэра города, присоединился к инициативе создания более крупной, более просторной и более современной больницы. Он встретился с различными официальными лицами, включая Моше Сороку, занимавшего пост председателя больничной кассы. Сорока выразил принципиальное согласие на то, чтобы гистадрутовская больничная касса создала больницу, но министр здравоохранения, Иосиф Серлин, стремившийся урезать деятельность больничной кассы и передать её государству, выступил против.
В августе 1955 года Дов Бегун, бывший представителем Гистадрута в США, сумел убедить главу профсоюза пошивщиков женской одежды в США, Давида Дубинского (1892—1982), пожертвовать сумму в миллион долларов США (четверть миллиона в год в течение 4 лет) для создания в Негеве больницы, которая увековечит название организации.
В конце того же года было создано новое правительство, в котором министром здравоохранения стал Исраэль Барзилай, поддерживавший создание больницы и убедивший Бен-Гуриона разрешить создать новую больницу в Беэр-Шеве, в то время как министерство здравоохранения создаст больницу в Ашкелоне (сегодня — медицинский центр «Барзилай»). Бен-Гуриона удалось убедить также и благодаря тому, что во время планируемой Синайской кампании ожидались трудности с госпитализацией раненых солдат.
23 июля 1956 года первые тракторы начали подготовку земли. Здание больницы был спроектировано архитекторами Арье Шароном и Биньямином Идельсоном.
В октябре 1959 года состоялась церемония открытия центральной больницы в Негеве. Вначале больница включала лишь несколько самых необходимых отделений — отделение общей хирургии (с отделениями отоларингологии, офтальмологии и урологии), два терапевтических отделения, детское отделение, ортопедическое отделение, кардиологическое отделение и рентгенологический институт. В больнице было 260 коек и около 300 работников. Впоследствии были открыты дополнительные отделения.
После смерти Моше Сороки, первого административного руководителя больничной кассы «Клалит», сыгравшего важную роль в создании больницы, было решено назвать больницу его именем.
19 июня 2025 года в ходе Ирано-израильской войны больница пострадала от удара иранской баллистической ракеты. Многие здания были разрушены, а больные эвакуированы в другие больницы страны.

## Больничный кампус
Больница располагается на территории площадью 286 дунамов. Застроенная часть занимает территорию свыше 200,000 м² и включает 30 зданий.
В числе зданий кампуса следует упомянуть:
В центре кампуса расположено здание, в котором расположено большинство отделений, связанных с внутренними болезнями: терапевтическое отделение, отделение неврологии, отделение нефрологии и отдел диализа, онкологическое отделение, отделение гематологии.
- Здание хирургической госпитализации им. Камелии Ботнар, открытое в 2003 году, содержит операционные комнаты больницы, оборудованные по последнему слову техники и снабжённые защитными устройствами, 6 отделений для госпитализации, приёмный покой, отделение реанимации и другие отделения.
- Центр детской медицины им. Сабана — создан в 2008 году и включает приёмный покой для детей, отделение детской реанимации, 3 отделения для госпитализации детей, отделение гемато-онкологической госпитализации, отделение расстройств приёма пищи.
- Акушерский центр им. Сабана — создан в 2011 году и включает 25 персональных родильных палат, просторных и оборудованных защитными средствами, приёмный покой для женщин и рожениц, операционные, оборудованные по последнему слову техники, и 5 родильных отделений.
- Онкологический центр «Легаси Херитедж» и институт им. д-ра Ларри Нортона — создан в 2018 году и объединяет под одной крышей все услуги в области лечения и исследования раковых заболеваний.

## Директора больницы с момента её основания
| 1960 — 1978 | Проф. Иосиф Штерн     |
| 1978 — 1983 | Д-р Давид Ронен       |
| 1983 — 1987 | Проф. Яир Шапира      |
| 1987 — 1989 | Д-р Ицхак Ромем       |
| 1989 — 1995 | Проф. Хаим Реувени    |
| 1995 — 1997 | Д-р Ицхак Петербург   |
| 1997 — 2001 | Проф. Шломо Мор-Йосеф |
| 2001 — 2007 | Д-р Эйтан Хай-Ам      |
| 2007 — 2013 | Проф. Михаэль Шарф    |
| 2013 — 2018 | Проф. Эхуд Давидсон   |
| с 2018      | Д-р Шломи Кодеш       |